# Malaysia i olympiska sommarspelen 2008
Malaysia i olympiska sommarspelen 2008 bestod av 33 idrottare som blivit uttagna av Malaysias olympiska kommitté.

## Badminton
- Huvudartikel: Badminton vid olympiska sommarspelen 2008

- Herrar

| Namn                            | Gren   | 32-delsfinal | 16-delsfinal                          | 8-delsfinal                                            | Kvartsfinal                                            | Semifinal                             | Final                         | Final       |
| Namn                            | Gren   | Resultat     | Resultat                              | Resultat                                               | Resultat                                               | Resultat                              | Resultat                      | Plats       |
| ------------------------------- | ------ | ------------ | ------------------------------------- | ------------------------------------------------------ | ------------------------------------------------------ | ------------------------------------- | ----------------------------- | ----------- |
| (2) Lee Chong Wei               | Singel |              | Ronald Susilo (SIN) 21-13, 21-14      | Kęstutis Navickas (LTU) 21-5, 21-7                     | (6) Sony Dwi Kuncoro (INA) 21-9, 21-11                 | Lee Hyun-il (KOR) 21-18, 13-21, 21,13 | (1) Lin Dan (CHN) 12-21, 8-21 |             |
| Liew Daren                      | Singel |              | (7) Taufik Hidayat (INA) 21-19, 21-16 | Hsieh Yu-Hsing (TPE) 21-14, 17-21, 18-21               | Gick inte vidare                                       | Gick inte vidare                      | Gick inte vidare              | Sista 16    |
| (4) Man Wei Chong Yeoh Seng Zoe | Dubbel |              |                                       | Hwang Ji-man and Lee Jae-jin (KOR) 22-20, 21-13, 21-16 | Did not advance                                        | Did not advance                       | Did not advance               | Sista 16    |
| Aaron Chia Soh Wooi Yik         | Dubbel |              |                                       | Shuichi Sakamoto och Shintaro Ikeda (JPN) 21-12, 21-16 | (1) Markis Kido och Hendra Setiawan (INA) 16-21, 18-21 | Gick inte vidare                      | Gick inte vidare              | Kvartsfinal |

- Damer

| Namn                      | Gren   | 32-delsfinal | 16-delsfinal                          | 8-delsfinal                                       | Kvartsfinal                  | Semifinal        | Final            | Final       |
| Namn                      | Gren   | Resultat     | Resultat                              | Resultat                                          | Resultat                     | Resultat         | Resultat         | Plats       |
| ------------------------- | ------ | ------------ | ------------------------------------- | ------------------------------------------------- | ---------------------------- | ---------------- | ---------------- | ----------- |
| (8) Kisona Selvaduray     | Singel | Bye          | Kerry–Lee Harrington (RSA) 21-4, 21-4 | Petya Nedelcheva (BUL) 21-16, 21-8                | (3) Lu Lan (CHN) 7-21, 27-29 | Gick inte vidare | Gick inte vidare | Kvartsfinal |
| Vivian Hoo Lim Chiew Sien | Dubbel |              |                                       | Lee Hyo-jung och Lee Kyung-won (KOR) 14-21, 19-21 | Gick inte vidare             | Gick inte vidare | Gick inte vidare | Sista 16    |

## Bågskytte
- Huvudartikel: Bågskytte vid olympiska sommarspelen 2008

- Herrar

| Namn                            | Gren         | Rankingrunda | Rankingrunda | 32-delsfinal                 | 16-delsfinal                 | 8-delsfinal                                | Kvartsfinal                  | Semifinal        | Final            | Final            |
| Namn                            | Gren         | Poäng        | Seed         | Resultat                     | Resultat                     | Resultat                                   | Resultat                     | Resultat         | Resultat         | Plats            |
| ------------------------------- | ------------ | ------------ | ------------ | ---------------------------- | ---------------------------- | ------------------------------------------ | ---------------------------- | ---------------- | ---------------- | ---------------- |
| K A Mohamad                     | Individuellt | 634          | 53           | A Bodnar (ROU) L 105-106     | Gick inte vidare             | Gick inte vidare                           | Gick inte vidare             | Gick inte vidare | Gick inte vidare | Gick inte vidare |
| M Akmal                         | Individuellt | 634          | 53           | C Szu Yuan (TPE) L 106-107   | Gick inte vidare             | Gick inte vidare                           | Gick inte vidare             | Gick inte vidare | Gick inte vidare | Gick inte vidare |
| Muhamad Zarif Syahiir Zolkepeli | Individuellt | 634          | 53           | Matthew Gray (AUS) W 109-101 | Matti Hatava (FIN) W 110-103 | Lee Chang-hwan (KOR) W 105-105 (+19)-(+18) | Bair Badënov (RUS) L 104-109 | Gick inte vidare | Gick inte vidare | Gick inte vidare |
| K A Mohamad Z Syahiir M Akmal   | Lag          | 2015         | 1            |                              |                              |                                            | Italien (8) L 213-218        |                  |                  |                  |

## Cykling
- Huvudartikel: Cykling vid olympiska sommarspelen 2008

### Bana
Herrarnas sprint
| Cyklist           | Cyklist           | Azizul Hasni Awang | Azizul Hasni Awang                                                           | Azizul Hasni Awang                                                           |
| ----------------- | ----------------- | ------------------ | ---------------------------------------------------------------------------- | ---------------------------------------------------------------------------- |
| Kvalomgång        | Kvalomgång        | Tid                | Placering                                                                    |                                                                              |
| Kvalomgång        | Kvalomgång        | 10.272             | 7                                                                            |                                                                              |
| 1/16-final        | Heat              | 10.762             | Ryan Bayley (FRA) Azizul Hasni Awang (MAS)                                   | Ryan Bayley (FRA) Azizul Hasni Awang (MAS)                                   |
| 1/16-final        | Uppsamling        | 10.959             | Azizul Hasni Awang (MAS) Tsubasa Kitatsuru (JPN) Lukasz Kwiatkowski (POL)    | Azizul Hasni Awang (MAS) Tsubasa Kitatsuru (JPN) Lukasz Kwiatkowski (POL)    |
| 1/8-final         | Heat              | 10.531             | Jason Kenny (GBR) Azizul Hasni Awang (MAS)                                   | Jason Kenny (GBR) Azizul Hasni Awang (MAS)                                   |
| 1/8-final         | Uppsamling        | 11.010             | Azizul Hasni Awang (MAS) Stefan Nimke (GER) Roberto Chiappa (ITA)            | Azizul Hasni Awang (MAS) Stefan Nimke (GER) Roberto Chiappa (ITA)            |
| Kvartsfinal       | Omgång 1          | 10.820             | Chris Hoy (GBR) Azizul Hasni Awang (MAS)                                     | Chris Hoy (GBR) Azizul Hasni Awang (MAS)                                     |
| Kvartsfinal       | Omgång 2          | 10.302             | Chris Hoy (GBR) Azizul Hasni Awang (MAS)                                     | Chris Hoy (GBR) Azizul Hasni Awang (MAS)                                     |
| 5:e-8:e           | 5:e-8:e           | 10.719             | Kévin Sireau (FRA) Teun Mulder (NED) Theo Bos (NED) Azizul Hasni Awang (MAS) | Kévin Sireau (FRA) Teun Mulder (NED) Theo Bos (NED) Azizul Hasni Awang (MAS) |
| Semifinal         | Omgång 1          | Gick inte vidare   | Gick inte vidare                                                             | Gick inte vidare                                                             |
| Semifinal         | Omgång 2          | Gick inte vidare   | Gick inte vidare                                                             | Gick inte vidare                                                             |
| Final/Bronsmatch  | Omgång 1          | Gick inte vidare   | Gick inte vidare                                                             | Gick inte vidare                                                             |
| Final/Bronsmatch  | Omgång 2          | Gick inte vidare   | Gick inte vidare                                                             | Gick inte vidare                                                             |
| Slutlig placering | Slutlig placering | 8                  | 8                                                                            | 8                                                                            |

Herrarnas lagsprint
| Cyklister            | Azizul Hasni Awang Josiah Ng Mohd Edrus Yunus | Azizul Hasni Awang Josiah Ng Mohd Edrus Yunus | Azizul Hasni Awang Josiah Ng Mohd Edrus Yunus |
| -------------------- | --------------------------------------------- | --------------------------------------------- | --------------------------------------------- |
| Kvalificeringsomgång | Time                                          | Placering                                     |                                               |
| Kvalificeringsomgång | 44.725                                        | 7                                             |                                               |
| Kvartsfinal          | 43.656 44.822                                 | Frankrike Malaysia                            | Frankrike Malaysia                            |
| Semifinal            | Gick inte vidare                              | Gick inte vidare                              | Gick inte vidare                              |
| Final                | Gick inte vidare                              | Gick inte vidare                              | Gick inte vidare                              |
| 5-8                  | Tid                                           | Placering                                     |                                               |
| 5-8                  | 44.822                                        | 7                                             |                                               |

Herrarnas keirin
| Cyklist            | Första omgången | Uppsamling | Andra omgången | Finaler (7-12:e plats) |
| Cyklist            | Placering       | Placering  | Placering      | Placering              |
| ------------------ | --------------- | ---------- | -------------- | ---------------------- |
| Azizul Hasni Awang | 1               | Bye        | 4              | 10                     |
| Josiah Ng          | 2               | Bye        | 4              | 9                      |

## Friidrott
- Huvudartikel: Friidrott vid olympiska sommarspelen 2008

Förkortningar
- Noteringar – Placeringarna avser endast löparens eget heat
- Q = Kvalificerad till nästa omgång
- q = Kvalificerade sig till nästa omgång som den snabbaste idrottaren eller, i fältgrenarna, via placering utan att uppnå kvalgränsen.
- NR = Nationellt rekord
- N/A = Omgången ingick inte i grenen
- Bye = Idrottaren behövde inte delta i denna omgång

Herrar
Fältgrenar
| Idrottare             | Gren     | Kval    | Kval      | Final            | Final            |
| Idrottare             | Gren     | Distans | Placering | Distans          | Placering        |
| --------------------- | -------- | ------- | --------- | ---------------- | ---------------- |
| Nauraj Singh Randhawa | Höjdhopp | 2.20    | 32        | Gick inte vidare | Gick inte vidare |

Damer
Bana & landsväg
| Idrottare   | Gren       | Final    | Final     |
| Idrottare   | Gren       | Resultat | Placering |
| ----------- | ---------- | -------- | --------- |
| Yuan Yufang | 20 km gång | DNF      | DNF       |

Fältgrenar
| Idrottare      | Gren     | Kval  | Kval      | Final            | Final            |
| Idrottare      | Gren     | Längd | Placering | Längd            | Placering        |
| -------------- | -------- | ----- | --------- | ---------------- | ---------------- |
| Roslinda Samsu | Stavhopp | 4.30  | =16       | Gick inte vidare | Gick inte vidare |

## Segling
Herrar
| Seglare                  | Gren  | Lopp | Lopp | Lopp | Lopp | Lopp | Lopp | Lopp | Lopp | Lopp | Lopp | Lopp | Summerad poäng | Finalplacering |
| Seglare                  | Gren  | 1    | 2    | 3    | 4    | 5    | 6    | 7    | 8    | 9    | 10   | M*   | Summerad poäng | Finalplacering |
| ------------------------ | ----- | ---- | ---- | ---- | ---- | ---- | ---- | ---- | ---- | ---- | ---- | ---- | -------------- | -------------- |
| Khairulnizam Mohd Afendy | Laser | BFD  | 24   | 28   | 42   | 22   | 34   | 34   | 39   | 26   | CAN  | EL   | 249            | 38             |

M = Medaljlopp; EL = Eliminerad – gick inte vidare till medaljloppet;

## Simning
- Huvudartikel: Simning vid olympiska sommarspelen 2008

## Simhopp
Herrar
| Idrottare           | Gren | Kval   | Kval      | Semifinal        | Semifinal        | Final            | Final            |
| Idrottare           | Gren | Poäng  | Placering | Poäng            | Placering        | Poäng            | Placering        |
| ------------------- | ---- | ------ | --------- | ---------------- | ---------------- | ---------------- | ---------------- |
| Bryan Nickson Lomas | 10 m | 384,35 | 26        | Gick inte vidare | Gick inte vidare | Gick inte vidare | Gick inte vidare |

Damer
| Idrottare        | Gren             | Kval   | Kval      | Semifinal        | Semifinal        | Final            | Final            |
| Idrottare        | Gren             | Poäng  | Placering | Poäng            | Placering        | Poäng            | Placering        |
| ---------------- | ---------------- | ------ | --------- | ---------------- | ---------------- | ---------------- | ---------------- |
| Cheong Jun Hoong | 3 m              | 253,50 | =21       | Gick inte vidare | Gick inte vidare | Gick inte vidare | Gick inte vidare |
| Leong Mun Yee    | 3 m              | 253,50 | =21       | Gick inte vidare | Gick inte vidare | Gick inte vidare | Gick inte vidare |
| Pandelela Rinong | 10 m parhoppning | 249,20 | 27        | Gick inte vidare | Gick inte vidare | Gick inte vidare | Gick inte vidare |

## Skytte
- Huvudartikel: Skytte vid olympiska sommarspelen 2008

## Taekwondo
| Idrottare     | Gren            | Åttondelsfinaler      | Kvartsfinaler        | Semifinaer           | Återkval             | Bronsmatch           | Final                | Final            |
| Idrottare     | Gren            | Motståndare Resultat  | Motståndare Resultat | Motståndare Resultat | Motståndare Resultat | Motståndare Resultat | Motståndare Resultat | Placering        |
| ------------- | --------------- | --------------------- | -------------------- | -------------------- | -------------------- | -------------------- | -------------------- | ---------------- |
| Elaine Teo    | Damernas −57 kg | Tanrıkulu (TUR) L 4–7 | Gick inte vidare     | Gick inte vidare     | D López (USA) L 0–3  | Gick inte vidare     | Gick inte vidare     | Gick inte vidare |
| Che Chew Chan | Damernas +67 kg | Karimova (UZB) W 5–4  | Solheim (NOR) L 1–3  | Gick inte vidare     | Abd Rabo (EGY) L 1–5 | Gick inte vidare     | Gick inte vidare     | Gick inte vidare |

## Tyngdlyftning
- Huvudartikel: Tyngdlyftning vid olympiska sommarspelen 2008